# Микшино (Владимирская область)
Микшино — деревня в Камешковском районе Владимирской области России, входит в состав Вахромеевского муниципального образования.

## География
Деревня расположена в 3 км на север от центра поселения посёлка Имени Горького, в 17 км на север от райцентра Камешково.

## История
В XIX — первой четверти XX века деревня входила в состав Филяндинской волости Ковровского уезда, с 1926 года — в составе Тынцовской волости. В 1859 году в деревне числилось 39 дворов, в 1905 году — 57 дворов, в 1926 году — 80 дворов.
С 1929 года деревня являлась центром Микшинского сельсовета Ковровского района, с 1940 года — в составе Семенигинского сельсовета Камешковского района, с 1954 года — в составе Вахромеевского сельсовета, с 2005 года — в составе Вахромеевского муниципального образования.

## Население
| 1859 | 1905 | 1926 | 2002 | 2010 | 2021 |
| ---- | ---- | ---- | ---- | ---- | ---- |
| 227  | ↗395 | ↘384 | ↘41  | ↗47  | ↘22  |